# Комогоров, Леонид Михайлович
Леони́д Миха́йлович Комого́ров (28 июля 1927 — 29 апреля 2020) — советский дипломат. Чрезвычайный и полномочный посланник 1 класса.

## Биография
Окончил Московский государственный экономический университет (1954) и Высшую дипломатическую школу МИД СССР (1967). На дипломатической работе с 1967 года. Владел французским языком.
- В 1954—1964 годах — сотрудник Министерства лесной и деревообрабатывающей промышленности СССР, различных структур при Госплане СССР и ВСНХ СССР.
- В 1967—1968 годах — второй секретарь Первого африканского отдела МИД СССР.
- В 1968—1972 годах — второй секретарь, первый секретарь Посольства СССР в Марокко.
- В 1973—1976 годах — первый секретарь Управления кадров МИД СССР.
- В 1976—1979 годах — советник Посольства СССР в Камеруне.
- В 1979—1981 годах — советник, эксперт Второго африканского отдела МИД СССР.
- В 1981—1984 годах — заведующий отделом Управления кадров МИД СССР.
- В 1984—1986 годах — генеральный консул СССР в Оране (Алжир).
- С 16 октября 1986 по 24 сентября 1990 года — чрезвычайный и полномочный посол СССР в Мавритании[1].

## Награды и почётные звания
- Орден «Знак Почёта».
- Медаль «За трудовое отличие».
- Медаль «Ветеран труда».
- Почётный работник Министерства иностранных дел Российской Федерации (2018).